# Donnerwetter
Donnerwetter is een Nederlandse band uit Arnhem die werd opgericht in 2013.
De band bracht in 2014 hun gelijknamige debuutalbum uit en verder nog de single Dance. Het tweede album, Pavlov beauty saloon, verscheen in 2016 en bereikte nummer 18 in de Album Top 100. Hun albumnummers zijn zelfgeschreven en tijdens optredens worden ook covers gebracht.
Tijdens de Popronde van 2015 gaf de band elf optredens binnen 24 uur. De minitournee werd gehouden met een Engelse dubbeldekker en eindigde tijdens het ochtendprogramma van Giel Beelen op de radiozender 3FM. De band probeerde er een wereldrecord mee te vestigen, maar dat bleef staan op naam van Hunter Hayes. De band trad verder op festivals op als Oerol, Zwarte Cross, Valkhof Festival, PaasPop Zieuwent en speelde medio augustus 2016 op Huntenpop.

## Bezetting
De band wordt gevormd door:
- Rocco Ostermann, zang, gitaar en banjo
- Wout Kemkens, gitaar (voorman van Shaking Godspeed)
- Matthijs Stronks, bas en toetsen
- Ruben van Asselt, drums

## Discografie
Albums
- 2014: Donnerwetter
- 2016: Pavlov beauty saloon

Single
- 2014: Dance

EP (Vinyl Only)
- 2018: The Boy with the Joker Gun